# Antonina Gheorghievna Borissova
Antonina Gheorghievna Borissova (n. 1903 – d. 1970, Leningrad, RSFS Rusă, URSS) a fost o botanistă din Rusia, specialistă în flora zonelor de deșert și semi-deșert din Asia centrală.